# Vasile Christescu
Vasile Christescu (n. 2 ianuarie 1902 – d. 26 ianuarie 1939) a fost un istoric al antichității, legionar român.
Christescu a făcut studii secundare și universitare la București; specializare la Universitatea din Berlin (1927-1928) și la Școala Română din Roma (1930-1931). Din 1924, a fost asistent la catedra de Istorie Antică din București. Doctor în Istorie (1929). Christescu a făcut contribuții bazate pe o documentație literară și arheologică privind viața economică și militară din provincia Dacia.
Christescu a fost arestat de autorități în primăvara anului 1938, dar a reușit să evadeze la 18 iunie (împreună cu Alexandru Cantacuzino) din trenul care îi transporta din lagărul de la Miercurea Ciuc la închisoarea Jilava. A fost  condamnat în contumacie de Tribunalul Militar al Corpului II Armată București la 9 ani închisoare.
În primele zile ale lunii octombrie 1938, Comandamentul Legionar este reorganizat, iar Vasile Christescu împreună cu Horia Sima sunt numiți în fruntea acestui Comandament. La 20 noiembrie 1938, Vasile Christescu începe să publice revista Curierul Legionar, publicație a Comandamentului Legionar din prigoană, tipărită cu ajutorul tipografiei instalate la ferma familiei Dinicu Christescu din Colentina. Tot aici publică broșura de politică externă intitulată: „Politica Externă a României după acordul de la München”.
La 26 ianuarie 1939, Vasile Christescu a fost asasinat într-o acțiune de poliție. Corpul său a fost dus mai întâi la Institutul Medico-Legal, iar apoi a fost trimis la Crematoriul Cenușa și ars în prezența comisarului circumscripției 23 și a altor persoane, devenind urna nr. 4472.

## Scrieri

### În volum
- Viața economică a Daciei romane (teza de doctorat, 175 p., 1927; reeditare Editura Ars Docendi, 2004)
- Istoria militară a Daciei romane (269 p., Fundația Regele Carol I, 1937; reeditare Editura Academiei Române, 2010)

### În periodice
- Les stations préhistoriques du lac de Boian, în Dacia, II (1925), p. 249 -303;[3]
- Les stations préhistoriques de Vădastra, în Dacia, III-IV (1927-1932), p. 167-225;[3]
- Le trésor de monnaies de Săpata de Jos et la date du limes romain de la Valachie, în Istros, I (1934), 1, p. 73-80;[3]
- Nouveaux monuments d’Apulum, în Dacia, tom III-IV, p. 618-625, 6 fig. — Monuments sculptes romains qui portent des dedicacés au dieu Mithra.[4]
- Le „castellum” romain de Săpata de Jos, Dacia, V-VI, 1935-1936, pp. 435–447
- Dacia sub Hadrian și Antoninus Pius, în Convorbiri Literare, LXI X (1936), p. 442-451.[3]
- Câteva observațiuni asupra unei inscripții romane din Drobeta. VIII, 13-13.[5]
- Sculpture funéraire en Dacie. XII, 507.[5]